# Camus (Cognac)
Camus ist die fünftgrößte Cognac-Brennerei mit Sitz in Cognac in Frankreich. Das Unternehmen befindet sich als einziger der großen Cognac-Produzenten noch immer in Familienbesitz.

## Geschichte
Der Gründer des Unternehmens war Jean-Baptiste Camus (1835–1901), der sich – als unabhängiger Winzer – im Jahre 1863 entschloss, den von ihm gebrannten Weinbrand nicht mehr an die bereits bestehenden Cognac-Häuser zu verkaufen, sondern in Zukunft selbst zu vermarkten. Zu diesem Zweck gründete er sein Unternehmen, das sich auch der Qualitätssicherung bzw. -verbesserung widmen sollte, unter dem Namen La Grande Marque. Hauptexportland war England, wo sich die Marke schnell einen guten Ruf erwarb.
Die Söhne Edmond (1859–1933) und Gaston (1865–1945) traten 1894 bzw. 1896 in das väterliche Unternehmen ein. In dieser Zeit wandelte sich der Verkauf des Cognacs von einem Fass- zu einem Flaschenprodukt. In Russland wurde die Cognac-Marke Camus zum Hoflieferanten der letzten Zarenfamilie.
Die dritte Generation wird repräsentiert durch Michel Camus (1911–1985). Er erneuerte – unter anderen politischen Rahmenbedingungen – die Geschäftsbeziehungen zu Russland und erkannte in den 1960er Jahren als einer der ersten das Geschäftspotential der entstehenden Duty-free-Märkte.
Die jetzigen Firmeninhaber sind in vierter Generation Jean-Paul Camus (* 1945) und in fünfter Generation Cyril Camus (* 1971), die früh die Möglichkeiten des Asiengeschäfts erkannten und ausbauten. Cyril Camus entwickelte überdies eine Cognac-Serie aus Weinen der Île de Ré und erweiterte die Produktpalette um eine Kaffeeserie.

## Château du Plessis
Das Château du Plessis ist der Stammsitz der Familie Camus. Es liegt im Norden der Stadt Cognac in den sogenannten borderies und dient heute in Teilen als Restaurant. In den Gewölbekellern lagert ein kleiner Teil der Cognac-Reserve des Hauses Camus.

## Trivia
Im britischen Kriminalfilm Mörder Ahoi! der Miss-Marple-Reihe von 1964 bringt Miss Marple (Margret Rutherford) ihrem Freund und Assistenten Mister Stringer aufs Hotelzimmer eine Flasche Camus Cognac, um seine Nerven bei der Aufklärung von Verbrechen zu beruhigen. Sie schraubt ihm die Flasche auf mit den Worten „Look, I brought you a little brandy. I thought you might need it“ (in der deutschen Fassung: „Ich hab Ihnen was zu trinken mitgebracht. Ich dachte Sie haben's vielleicht nötig.“).

## Produkte
Elegance-Serie
- CAMUS VS Elegance
- CAMUS VSOP Elegance
- CAMUS XO Elegance
- CAMUS EXTRA Elegance
- Borderies XO
- Extra Dark & Intense

Île De Ré-Serie

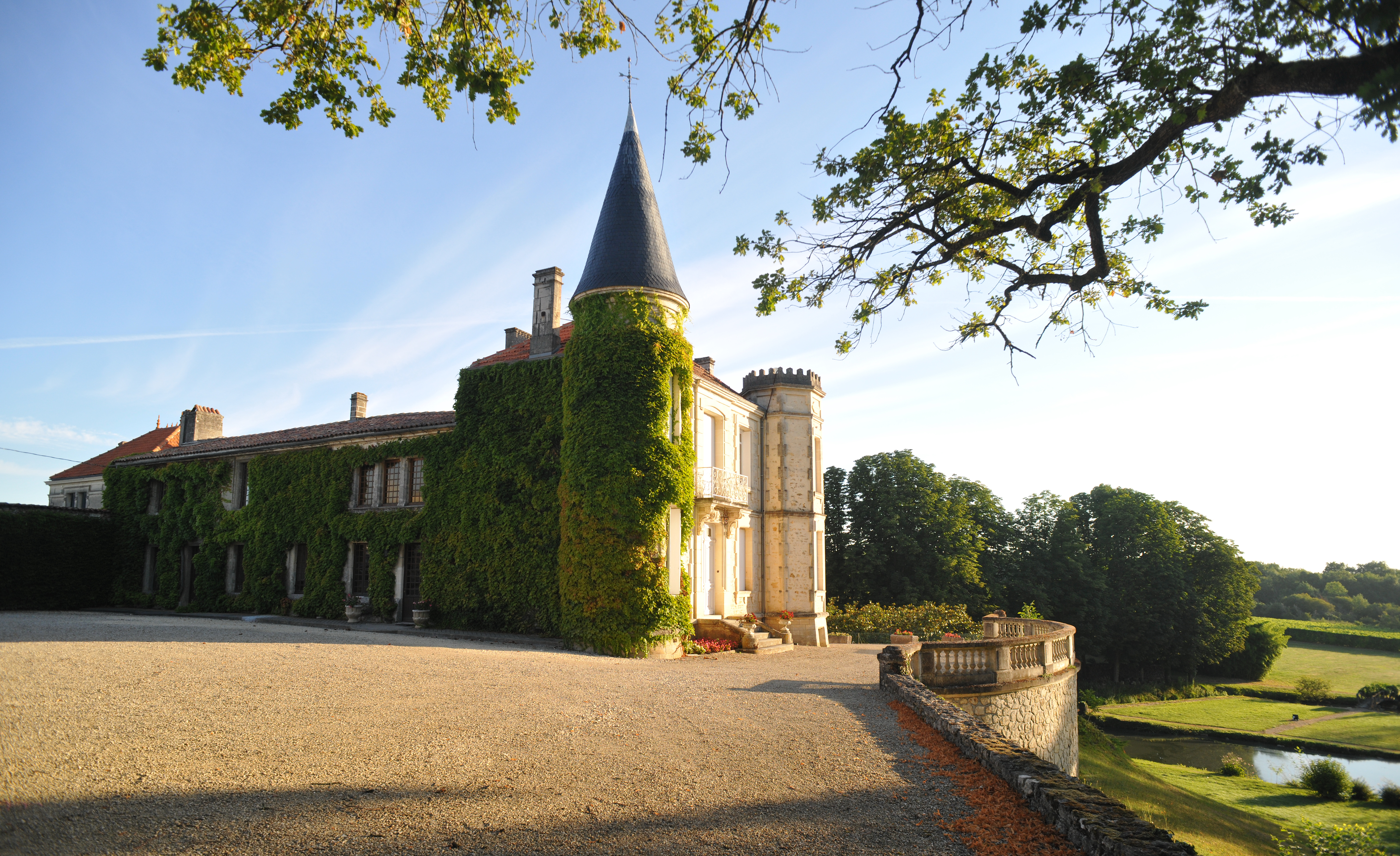
Château du Plessis (Charente)

- CAMUS Île De Ré fine island cognac
- CAMUS Île De Ré fine island cognac double matured
- CAMUS Ile De Ré fine island cognac cliffside cellar

Sondereditionen
- Cuvée 4.176 (4 = Anzahl der verschnittenen Cognacs; 176 = Summe ihres Mindestalters)
- Cuvée 3.128 (3 = Anzahl der verschnittenen Cognacs; 128 = Summe ihres Mindestalters)
- Cuvée 2.105 (2 = Anzahl der verschnittenen Cognacs; 105 = Summe ihres Mindestalters)
- Cuvée 3.140 (3 = Anzahl der verschnittenen Cognacs; 140 = Summe ihres Mindestalters)

Rarissimes
- Rarissimes 40 Jahre alt
- Rarissimes 1970
- Fins Bois 1983
- Borderies 2004